# Capocavallo
Capocavallo è una frazione del comune di Corciano (PG).
La frazione si trova a breve distanza dalla strada del Pantano, la via che mette in collegamento la zona di Magione con Umbertide, attraversando le colline del monte Tezio. Il paese sorge alle pendici del Monte Malbe, 8 km a nord di Corciano, ad un'altezza di 339 m s.l.m.. Secondo dati risalenti al 2007, gli abitanti sono 1.067.
La frazione si affaccia sulla valle del Caina ed è posta allo sbocco della valle solcata dal torrente Oscano, che scende da Cenerente.

## Storia
L'etimo del nome dovrebbe risalire alla presenza di un'antica stazione per i cavalli, posta lungo il collegamento tra l'area del Trasimeno e la Valtiberina settentrionale.
Il paese viene indicato per via della chiesa del martire san Lorenzo, in un documento del 1169, ove essa viene attribuita al capitolo della cattedrale di Perugia, da parte di Alessandro III. Dapprima nasce come semplice villa (così è citato nel 1282), poi viene eretto a castrum nel 1380.
Nel 1364 fu saccheggiato dalle truppe della Compagnia Bianca del marchese Giovanni di Monferrato, guidata dall'inglese Andrea Belmont, mentre nel 1398 fu il turno dei pontifici.
Nel 1407, all'interno delle mura era sito un ospedale della Confraternita del Sacramento, dedicato a sant'Antonio.
Altri due saccheggi avvennero nel 1542 (a opera di Pier Luigi Farnese) e nel 1643 (le truppe di Urbano VIII Barberini).
Appartenne anche al contado perugino di Porta Sant'Angelo, che nel 1510 finanziò la ricostruzione delle mura. Poi fu di Corciano. Nell'era repubblicana napoleonica fu parte del Cantone rurale di Perugia, poi con la Restaurazione (1819) tornò definitivamente a Corciano.

## Economia e manifestazioni
Una grande cava di calcare ha fornito in passato supporto all'economia: ora è in fase di riambientazione. Verso la fine del XX secolo, sono nate parecchie attività legate al settore tessile.
Una solenne festa in onore di S. Lorenzo si tiene nei giorni intorno al 10 agosto, e viene poi conclusa dalla Sagra dello Stinco e dei Prodotti Tipici Umbri.

## Monumenti e luoghi d'interesse
- Il caratteristico Campanile in stile rococò (1890), costruito su una porta in stile gotico aperta a sesto toscano.
- Resti delle mura del Castello e una delle vecchie porte d'accesso. Originariamente di pianta poligonale e dislocato in pendio.
- Nuova chiesa di San Lorenzo (1929), a tre navate, costruita sui resti dell'antico edificio religioso. Fu restaurata nel 2002 dopo l'inagibiltà causata dal terremoto del 1997. Al suo interno sono conservati due gonfaloni, uno dei quali (1925) è opera del Petrignani.
- Chiesa della Madonna delle Grazie (XIII secolo), in cotto su base di pietra. Vicino sorge una casa colonica costruita sui resti dell'antico Ospedale.
- I palazzi Rufini (1200), un'antica torre di avvistamento ai limiti del territorio dei Della Cornia: fu casermetta di confine, casino di caccia, stazione di cambio dei cavalli per coloro che erano diretti a Perugia o che attraversavano l'Italia dal Tirreno all'Adriatico.

## Sport

### Associazioni sportive
- Ass. Polisportiva APER 90

### Impianti sportivi
- Campo sportivo privato (calcio)
- Bocciodromo